# Saarland i olympiska sommarspelen 1952
Saarland är numera ett förbundsland i Förbundsrepubliken Tyskland. Efter andra världskriget avskilde Frankrike området tillfälligt från Tyskland, varför det deltog med en egen trupp i olympiska sommarspelen 1952 i Helsingfors i Finland. Dess trupp bestod av 36 idrottare, 31 män och 5 kvinnor.

## Historia
Efter andra världskriget blev området ett franskt protektorat och en källa till konflikt mellan Västtyskland och Frankrike. Frankrike och Västtyskland kom dock 1954 som en kompromiss överens om att området skulle underställas en kommissarie från Västeuropeiska unionen (VEU) för att bli ett alleuropeiskt territorium att samla europeiska institutioner i. Senare blev området en del av Västtyskland.

## Resultat

### Boxning
- Flugvikt
  - Helmut Hofmann - första omgången

- Fjädervikt
  - Kurt Schirra - andra omgången

- Lätt medelvikt
  - Willi Rammo - första omgången

### Brottning
- Flugvikt
  - Werner Zimmer - första omgången

- Bantamvikt
  - Norbert Kohler - första omgången

- Lättvikt
  - Erich Schmidt - första omgången

### Friidrott
- Längdhopp herrar
  - Toni Breder - 19

- Tresteg herrar
  - Willi Burgard - 29

- 80 m häck damer
  - Hilda Antes - Ut i försöken

- 4 x 100 m stafett damer
  - Inge Glashörster, Inge Eckel, Hilda Antes och Ursel Finger - Ut i försöken

- Längdhopp damer
  - Ursel Finger - 25

### Fäktning
- Florett herrar
  - Karl Bach - *
  - Ernst Rau - *
  - Günther Knödler - *

- Florett lag herrar
  - Ernst Rau, Karl Bach, Günther Knödler - *

- Sabel herrar
  - Ernst Rau - *
  - Karl Bach - *
  - Günther Knödler - *

- Sabel lag herrar
  - Karl Bach, Willi Rössler, Ernst Rau, Günther Knödler, Walter Brödel - *

*Samtliga lag/fäktare åkte ut i kvartsfinal.

### Gymnastik
- Mångkamp herrar
  - Arthur Schmitt - 119
  - Walter Müller - 143
  - Rolf Lauer - 150T
  - Heinz Ostheimer - 153
  - Norbert Dietrich - 155
  - Alfred Wiedersporn - 156

- Mångkamp lag herrar
  - Arthur Schmitt, Walter Müller, Rolf Lauer, Heinz Ostheimer, Norbert Dietrich, Alfred Wiedersporn - 22

- Fristående herrar
  - Heinz Ostheimer - 126T
  - Alfred Wiedersporn - 137T
  - Rolf Lauer - 144T
  - Arthur Schmitt - 154T
  - Walter Müller - 164T
  - Norbert Dietrich - 173

- Hopp herrar
  - Heinz Ostheimer - 110T
  - Alfred Wiedersporn - 123T
  - Walter Müller - 128T
  - Rolf Lauer - 161
  - Arthur Schmitt - 173
  - Norbert Dietrich - 176

- Barr herrar
  - Arthur Schmitt - 106
  - Walter Müller - 140
  - Norbert Dietrich - 147T
  - Rolf Lauer - 157
  - Heinz Ostheimer - 167
  - Alfred Wiedersporn - 176

- Horisontalbarr herrar
  - Arthur Schmitt - 87T
  - Walter Müller - 106T
  - Norbert Dietrich - 133
  - Rolf Lauer - 143T
  - Alfred Wiedersporn - 143T
  - Heinz Ostheimer - 177

- Ringar herrar
  - Arthur Schmitt - 87T
  - Norbert Dietrich - 94T
  - Heinz Ostheimer - 114T
  - Walter Müller - 151
  - Rolf Lauer - 165
  - Alfred Wiedersporn - 176

- Bygelhäst herrar
  - Arthur Schmitt - 94
  - Heinz Ostheimer - 109T
  - Alfred Wiedersporn - 121T
  - Rolf Lauer - 137
  - Walter Müller - 150T
  - Norbert Dietrich - 156

T:et står för att placeringen var delade med någon/några idrottare.

### Kanotsport
- K2 1 000 m herrar
  - Heinrich Heß, Kurt Zimmer - Ut i semifinalen

- K2 10 000 m herrar
  - Heinrich Heß, Kurt Zimmer - 12
- K1 500 m damer
  - Therese Zenz - 9

### Rodd
- Singelsculler herrar
  - Günther Schütt - Ut i försöken

- Dubbel utan styrman herrar
  - Klaus Hahn, Herbert Kesel - Ut i försöken

- Fyra utan styrman herrar
  - Werner Biel, Hans Krause-Wichmann, Joachim Krause-Wichmann, Hans Peters - Ut i försöken

### Simning
- 400 m frisim herrar
  - Georg Mascetti - Ut i försöken

### Skytte
- 3 positioner, 50 m herrar
  - Ludwig Gräf - 38

- Liggande positioner, 50 m herrar
  - Ludwig Gräf - 40
  - Hans Eschenbrenner - 52